# Alice Jaquet
Alice Jaquet (* 15. Juni 1916 in Basel; † 30. August 1990 in Genf) war eine Schweizer Malerin, Zeichnerin und Illustratorin.

## Werke in öffentlichen und privaten Sammlungen
- Schweizerische Eidgenossenschaft (3 Werke)
- Kanton Genf (1 Werk)
- Stadt Genf (1 Werk)
- Cabinet des Arts graphiques, Musée d’art et d’histoire (Genf) (2 Werke)
- Musée d’art et d’histoire (Genf) (5 Werke)
- Schweizerische Bundesbahnen, Bern (1 Werk als Werbeplakat)
- Musée de Moutier (1 Werk)
- Stadt Rheinfelden (2 Werke)
- Stadt Geislingen-Stuttgart (1 Werk)
- Procter & Gamble, Cincinnati, Ohio (1 Werk)

## Ausstellungen (Auswahl)
Sie nahm u. a. an den folgenden Ausstellungen teil:
- 1946: Weihnachtsausstellung 1946/47, Kunsthalle Bern
- 1947: XVIII. Ausstellung der Gesellschaft Schweizerischen Malerinnen, Bildhauerinnen und Kunstgewerblerinnen, Kunstmuseum Luzern
- 1947: Ausstellung der Gesellschaft Schweizerischen Malerinnen, Bildhauerinnen und Kunstgewerblerinnen, Sektion Genf, Musée Rath, Genf
- 1950: Alice Jaquet, Musée Rath, Genf
- 1951: Ausstellung der Gesellschaft Schweizerischen Malerinnen, Bildhauerinnen und Kunstgewerblerinnen, Museum zu Allerheiligen, Schaffhausen
- 1951: Schweizerische Kunstausstellung, Kunstmuseum Bern
- 1951–1960: Sept expositions internationales de l’Art libre, Paris
- 1952: XX. Exposition nationale de la SSFPSD, Musée d’art et d’histoire, Genf
- 1952: Exposition internationale de peinture, Bozen, Italien
- 1952: Exposition internationale de peinture, München, Deutschland
- 1953: Exposition de masques, Musée de l‘Athénée, Genf
- 1953: Exposition nationale de la SSFPSD, Musée Rath, Genf
- 1956: Exposition nationale de la SSFPSD, Musée Rath, Genf
- 1956: Alice Jaquet, Violette Kissling, Yvonne Oltramare, Musée Rath, Genf
- 1958: Exposition nationale de la SSFPSD, SAFFA, Zürich
- 1960: Exposition, Gallery of arts, London
- 1960: Exposition, Gallery Feigel, New York
- 1960: Exposition nationale de la SSFPSD, Musée Rath, Genf
- 1964: Exposition nationale de la SSFPSD, Kunstmuseum Bern
- 1967: Exposition Alice Jaquet, Musée de l’Athénée, Genf
- 1967: Exposition internationale de peinture, Bozen
- 1968: Exposition internationale biennale, Barcelona
- 1968: Alice Jaquet, Galerie V.B. Geislingen-Stuttgart
- 1968: Alice Jaquet, Musée de l’Athénée, Genf
- 1968: Alice Jaquet, Kurbrunnen, Rheinfelden
- 1968: Alice Jaquet, Zürcher Kunstfreunde, Kunsthaus Zürich
- 1969: Alice Jaquet, World crafts Council, Genf
- 1970: Alice Jaquet, Kunstgesellschaft Nänikon-Greifensee, Zürich
- 1970–1971: Panorama de la peinture romande, Château Champ-Pittet, Yverdon
- 1970–1971: Exposition artistique féminine, Evian
- 1971: Alice Jaquet, Musée de l’Athénée, Genf
- 1972: Alice Jaquet, Gallery Karamanduca, San Francisco
- 1972: Imagination, Musée Rath, Genf
- 1973: Exposition nationale de la SSFPSD, Palais des expositions, Genf
- 1973: La Blessure, Musée Rath, Genf
- 1974: Alice Jaquet, Musée de l’Athénée, Genf
- 1974: Alice Jaquet, Gallery Karamanduca, San Francisco
- 1975: Alice Jaquet, Galerie Steingaesser, Carouge
- 1975: Alice Jaquet, Geno Haus, Stuttgart
- 1976: Exposition nationale de la SSFPSD, Musée Malpeseta, Lugano
- 1977: Alice Jaquet et Paul Ulrich, Galerie Steingaesser, Carouge
- 1978: Exposition rétrospective du peintre Alice Jaquet, Musée Rath
- 1991: Alice Jaquet, Musée de l’Athénée, Genf